# Chamartín

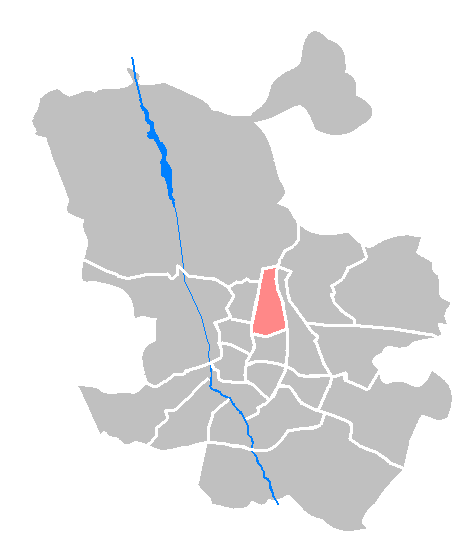
Chamartín i Madrid

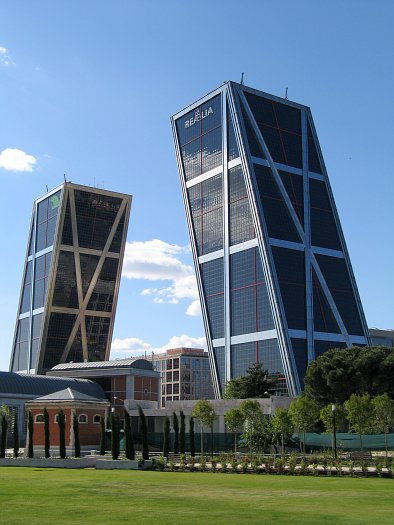
Plaza de Castilla.

Chamartín är ett distrikt i Madrid, som ligger i norra delen av huvudstaden och omfattar distrikten El Viso, Prosperidad, Ciudad Jardín, Hispanoamérica, Nueva España och Castilla). Distriktet gränsar i norr till Fuencarral-El Pardo, i öster till Ciudad Lineal, i söder till Salamanca, i sydväst till Chamberí och i väster till Tetuán.

## Historia
Chamartín var ursprungligen en by nära Madrid kallad Chamartín de la Rosa, vilken till största delen låg i Duques de Pastrana-Infantado. I dess palats bodde Napoleon Bonaparte under sin resa till Madrid med anledning av spanska upproret mot fransmännen, enligt vad Benito Pérez Galdós berättar i en av sina Episodios Nacionales, mer precis benämnd "Napoleon i Chamartín". Senare, 1880, donerade hertigarna av Pastrana sin mark och det så kallade Quinta del Recuerdo till Jesussällskapet för grundandet av Colegio Nuestra Señora del Recuerdo, känt som "Jesuiterna i Chamartin", en av de mest betydande skolorna i Spaniens huvudstad under 1900-talet. Som en följd av stadens expansion i mitten av 1900-talet, fogades Chamartín slutligen till Madrid den 5 juni 1948.

## En av de dyraste zonerna i Madrid
För närvarande härbärgerar distriktet flera av de största företagen i Spanien. Det är en av de dyraste zonerna i Madrid och har flera områden med skyskrapor, inklusive det finansiella området vid M-30 eller Torres Puerta de Europa, som gränsar till AZCA- och CTBA-byggnaderna. 
Till de intressanta platserna räknas Auditorio Nacional de Música (Nationella musikauditoriet), Madrids naturvetenskapsmuseum, Stadsmuseet i Madrid, Berlinparken, Parken Canal de Isabel II, domstolarna vid Plaza de Castilla och sportstadion Santiago Bernabéu-stadion, där fotbollslaget Real Madrid spelar sina matcher.
I distriktet ligger också en av de viktigaste järnvägsstationerna runt Madrid och en av de populäraste i Spanien, Madrid-Chamartín. För närvarande har den 21 spår och från stationen betjänas hela norra Spanien och delar av södra.
Det pågår också ett projekt som kallas "Operation Chamartín", som avser att konstruera femton skyskrapor med 45 våningar på stationens gamla spårområde för spår som inte används längre.

## Övrigt

### Postnummer
Distriktet ligger inom följande postnummer: 
- 28002
- 28006
- 28016
- 28036